# Ozola atrofasciata
Ozola atrofasciata är en fjärilsart som beskrevs av Arnold Pagenstecher 1884. Ozola atrofasciata ingår i släktet Ozola och familjen mätare. Inga underarter finns listade i Catalogue of Life.